# Phaolô Hà Trạch Thanh
Phaolô Hà Trạch Thanh (Sinh 1968, tiếng Trung:何澤清, tiếng Anh:Paul He Ze-qing) là một giám mục người Trung Quốc của Giáo hội Công giáo Rôma. Ông hiện đảm nhận chức vị Giám mục chính tòa Giáo phận Vạn Huyện.

## Tiểu sử
Giám mục Thanh sinh ngày 17 tháng 3 năm 1968 tại Trung Quốc. Sau khoảng thời gian theo học tại các chủng viện, ngày 30 tháng 11 năm 1993, Phó tế Thanh được phong chức linh mục. Tòa Thánh mật báo về việc bổ nhiệm linh mục Phaolô Hà Trạch Thanh làm Giám mục Phụ tá Giáo phận Vạn Huyện và việc tấn phong đã được tiến hành vào ngày 18 tháng 10 năm 2005. Ngày 8 tháng 12 năm 2008, Giám mục chính tòa Vạn Huyện là Giuse Từ Chi Huyền qua đời, ông được chọn làm Giám mục chính tòa Vạn Huyện.